# Leopoldo Ndakalako
Leopoldo Ndakalako (* 13. Dezember 1968 in Ohakaonde, Provinz Cunene) ist ein angolanischer Geistlicher und römisch-katholischer Bischof von Menongue.

## Leben
Leopoldo Ndakalako besuchte das Propädeutikum in Lubango und studierte anschließend von 1989 bis 1993 Philosophie am Priesterseminar in Huambo. Sein Theologiestudium absolvierte er von 1994 bis 1997 an der Päpstlichen Universität Urbaniana in Rom. Am 14. Dezember 1997 empfing er das Sakrament der Priesterweihe für das Bistum Ondjiva.
Nach der Priesterweihe war er zunächst Vizerektor des Propädeutikums und Kaplan an der Kathedrale von Ondjiva. Von 1999 bis 2003 studierte er erneut an der Urbaniana und wurde in Philosophie promoviert. Anschließend war er bis 2016 Rektor des Propädeutikums. Von 2012 bis 2017 war er Bischofsvikar für die Seelsorge und seit 2017 Generalvikar des Bistums Ondjiva.
Am 19. März 2019 ernannte ihn Papst Franziskus zum Bischof von Menongue. Der Apostolische Nuntius in Angola, Erzbischof Petar Rajič, spendete ihm am 12. Mai desselben Jahres in Ondjiva die Bischofsweihe. Mitkonsekratoren waren der Erzbischof von Luanda, Filomeno Vieira Dias, und der Bischof von Ondjiva, Pio Hipunyati. Die Amtseinführung im Bistum Menongue fand am 26. Mai 2019 statt.